# Euro-Vision
"Euro-Vision" foi a canção que representou a Bélgica no Festival Eurovisão da Canção 1980. A canção foi interpretada em francês pela banda Telex. O referido tema tinha letra e música de Michel Moers, Dan Lacksman e Marc Moulin (os elementos da banda).
Foi a úlitma música a ser apresentada no evento. No final da votação, terminou em 17º lugar (entre 19 concorrentes) e recebeu 14 votos. A canção refere-se de uma forma irónica ao evento (Festival Eurovisão da Canção) e foi uma inovação, pois a banda interpretou uma canção de tipo electrónica e usou sintetizadores e num estilo de tipo Kraftwerk,algo que seria comum no festival vinte e cinco anos depois.
A inovação não rendeu votos, pois na época, no Festival Eurovisão da Canção predominavam ainda as baladas e as canções tipo rock não conseguiam almejar grandes classificações.